# Landivy
Landivy település Franciaországban, Mayenne megyében. Lakosainak száma 1100 fő (2022. január 1.). Landivy Savigny-le-Vieux, La Bazouge-du-Désert, Louvigné-du-Désert, Buais-les-Monts, Les Loges-Marchis, La Dorée, Fougerolles-du-Plessis, Pontmain és Saint-Mars-sur-la-Futaie községekkel határos.

## Népesség
A település népességének változása:
| Lakosok száma | 1525 | 1456 | 1391 | 1212 | 1156 | 1151 | 1149 | 1156 | 1137 | 1100 |
|               | 1968 | 1982 | 1990 | 2006 | 2013 | 2015 | 2017 | 2019 | 2020 | 2022 |